# Карпаторуський музей
Карпаторуський музей — зниклий музей історії, культури та побуту русинів Угорської та Галицької Руси. Заснований 1907 в Москві. Його фундатор — славіст, біобібліограф, етнограф і географ Федір Арістов (псевдонім — Славянолюбов). Найбільші надходження в музеї мали місце під час Першої світової війни, тоді ж у Галичині багато матеріалів аналогічного змісту загинуло. Іконографічний матеріал — до 100 тис. витинок з портретами, понад 5 тис. рукописів — автобіографії, спогади, щоденники, записні книжки, листування, літературні твори й наукові праці. Улітку 1917 експонати музею було складено в ящики й передано на зберігання в московський міський ломбард на вул. Велика Бронна. Згодом ломбард було пограбовано. Вважається, що всі колекції музею тоді загинули, збереглася тільки закладна квитанція.
Першим етапом обробки матеріалів музею стала «Карпато-руська картотека», що складала 10 тис. карток і містила коротку документацію його студій. Вивчення й наукова обробка матеріалів музею склали зміст численних розвідок Ф.Арістова, передусім його 3-томної праці «Карпато-русские писатели: Исследование по неизданным источникам». Було підготовлено машинопис у 3-х томах (125 друкарських арк., 2 тис. сторінок). Перше видання 1-го т. (Москва, 1916) здійснило «Галицко-русское благотворительное общество» в Санкт-Петербурзі з нагоди приєднання Галичини до Російської імперії. Містить нариси діяльності й списки праць Дениса Зубрицького, Якова Головацького, Антонія Петрушевича та ін. Видання було удостоєне Шахматовської премії РАН (1918). Разом з тим у листі до О.Шахматова М.Сумцов зазначав: «[…] нет в ней Вагилевича, Шашкевича, Стефаника, Федьковича, Франко…, а есть Луцыки, Процыки и Вергун! и Дудыкевич!!» У 2-му т. розглядалася діяльність І.Наумовича, Б.Дідицького, І.Шараневича, В.Залозецького, А.Кралицького, І.Сильвая, В.Хиляка, Є.Фенцика, П.Свистуна, О.Маркова, Г.Купчанка, В.Щавинського та А.Полянського. У 3-му томі — О.Мончаловського, В.Луцика, І.Процика, Д.Маркова, Д.Вергуна, Ю.Яворського, М.Глушкевича. Текст був набраний, але за браком паперу друк видання було зупинено. Як заявило 1977 Карпато-руське товариство (США), коректурні відбитки 2-го й 3-го томів частково збереглися, деякі розділи були випущені окремими виданнями. Збереглися також рукописні матеріали, що стосуються цієї праці Ф.Арістова.